# Iso-Mykärä (ö, lat 61,62, long 26,53)
Iso-Mykärä är en ö i Finland. Den ligger i sjön Suontee och i kommunen Hirvensalmi i den ekonomiska regionen  S:t Michel och landskapet Södra Savolax, i den södra delen av landet, 180 km nordost om huvudstaden Helsingfors. Öns area är 77,6 hektar och dess största längd är 2,1 kilometer i sydöst-nordvästlig riktning.